# Інститут археології Львівського національного університету
Інститут археології Львівського національного університету - структурний підрозділ Львівського національного університету імені Івана Франка.

## Історія
Інститут створений у вересні 2000 р. згідно ухвали Вченої ради та наказу ректора Львівського національного університету імені Івана Франка.
За короткий час зусиллями працівників Інституту створено необхідну матеріально-технічну базу: обладнано керамічну і хімічну лабораторії для камерального опрацювання археологічних знахідок, обліковано фондові колекції археологічних матеріалів (більше 23 тисяч одиниць), отриманих університетськими експедиціями за останні 40 років, сформовано спеціалізовану бібліотеку та обладнано навчальну аудиторію для занять студентів історичного факультету.
У руслі означених завдань протягом 2001–2014 рр. колектив Інституту виконував такі планові теми:
- “Етнокультурні та державотворчі процеси у Верхньому Подністров’ї, Західному Побужжі та Повісленні в І – на початку ІІ тисячоліття н.е.”,
- “Бужськ та його околиці в VI – першій половині ХІІІ ст.”,
- “Система заселення верхів’їв Західного Бугу і Дністра в І тисячолітті до н.е. – середині ІІ тисячоліття н.е.”,
- “Теорія і методика формування Археологічного кадастру в Прикарпатті та на Волині”.

За результатами цієї тематики опубліковано понад 50 статей та чотири монографії. Із 2015 р. працівники установи розробляють тему “Населення Галичини і Волині в І – на початку ІІ тисячоліття н.е.”
Розробка цих проблем можлива завдяки багаторічним археологічним розкопкам. Головними об’єктами польових досліджень Інституту є Пліснеський та Буський археологічні комплекси. Починаючи з 2000 р., кожного сезону на цих пам’ятках працюють археологічні експедиції. Паралельно працівники Інституту проводять археологічні розвідки, ведуть невеликі польові дослідження городищ ранньозалізного віку на Середньому Дністрі (Лошнів, Лисичники) та поселень пізньоримського часу у верхів’ях Західного Бугу (Ріпнів-ІІ, Андріївка, Куткір та ін.).

## Співпраця з історичним факультетом
З перших днів функціонування між Інститутом та історичним факультетом нашого Університету налагоджено тісну співпрацю: на базі Інституту проводять лекційні, семінарські та практичні заняття, наукові працівники постійно готують студентів для участі у студентських конференціях, залучають до археологічних експедицій.

### Наукова співпраця з академічними установами археологічного профілю України
Інститут археології уклав угоди про наукову співпрацю з академічними установами археологічного профілю України (Інститутом археології НАНУ, Науково-дослідним центром “Рятівна археологічна служба” Інституту археології НАНУ) та Європи (Інститутом археології Словенської Академії науки та мистецтв, Інститутом прото- і ранньої історії Віденського університету, Інститутом археології Вроцлавського університету, Інститутом археології Чеської Академії наук у Брно, Вищою школою прикладних досліджень у Сорбонні, Інститутом археології Стокгольмського університету, Центральноєвропейським університетом у Будапешті, Міжнародним центром дослідження пізньої античності і раннього середньовіччя Загребського університету), а також провідними вищими навчальними закладами України (Київським національним університетом ім. Тараса Шевченка (кафедра археології та музеєзнавства); Прикарпатським національним університетом ім. Василя Стефаника (кафедра всесвітньої історії); Харківським національним університетом ім. Василя Каразіна (Музей археології та етнографії Слобідської України); Чернігівським національним педагогічним університетом ім. Тараса Шевченка (кафедра археології та давньої історії України); Чернівецьким національним університетом ім. Юрія Федьковича (Археологічний центр буковинознавства); Ужгородським національним університетом (Інститут карпатознавства); Буською гімназією ім. Євгена Петрушевича при ЛНУ ім. Івана Франка).

## Співпраця з інститутом археології Словенської академії наук та мистецтв
Спільно з Інститутом археології Словенської академії наук та мистецтв протягом 2003–2004 рр. виконано науковий проєкт “Взаємозв’язки між Словенією та Україною в ранньому середньовіччі”. За результатами дослідження підготовано розширений каталог ранньосередньовічних слов’янських пам’яток у західному регіоні України та на території Словенії, а також створено комп’ютерну тест-програму баз даних.

### Археологічний кадастр України (Львівська область)
З 2008 р. Інститут археології започаткував реалізацію пілотного проєкту “Археологічний кадастр України (Львівська область)”, який передбачає створення системи обліку кількості та якості археологічних пам’яток для забезпечення державних органів влади, органів місцевого самоврядування, підприємств, організацій, установ і громадян вірогідними і необхідними відомостями про наявність і стан археологічних пам’яток з метою організації їхнього збереження, внесення даних до Земельного кадастру України. За два польові сезони виявлено понад 90 нових археологічних пам’яток та дообстежено низку відкритих у попередні роки.

### Робота щодо виявлення нових пам'яток
Попри те, що на державному рівні розробка Археологічного кадастру не продовжується, працівники Інституту кожного польового сезону обстежують окремі території з метою виявлення нових пам’яток. Розвідковими роботами охоплено поріччя верхів’їв Західного Бугу (Верхнього Бужка, Солотвини, Полтви, Гологірки та ін.). У результаті знайдено і введено до наукового обігу інформацію про понад 200 пам’яток археології.

## Історико-культурний заповідник "Давній Пліснеськ"
Восени 2015 р. при Львівській обласній Раді створено Історико-культурний заповідник “Давній Пліснеськ”. Між Інститутом і цією установою укладено угоду яка реалізовуватиметься у таких наукових напрямках: формуванні баз даних для наукових проєктів, археологічних розвідках та розкопках на території та в околицях Пліснеського археологічного комплексу, публікації результатів досліджень, проведенні спільних круглих столів, наукових семінарів та конференцій.

### Симпозіум “Україна–Хорватія у ранньому середньовіччі
У червні 2016 р. у Загребі заплановано симпозіум “Україна–Хорватія у ранньому середньовіччі: стан і перспективи дослідження”, співорганізатором якого з українського боку є Інститут археології, під час роботи якого фахівці з археології, етнології, антропології, лінгвістики та історії мають з’ясувати стан гуманітарних досліджень ранньосередньовічної доби в Україні і Хорватії і розробити основні засади наукового проєкту про появу мови, етносу й держави.

## Міжнародні конференції за участі інституту
За час існування Інституту його колектив провів чотири міжнародні конференції: у березні 2001 р. – Міжнародну археологічну конференцію “Етногенез та рання історія слов’ян: нові наукові концепції на зламі тисячоліть”, у вересні 2002 р. – Міжнародну конференцію “Нові технології в археології”, у вересні 2008 р. – II Міжнародний симпозіум “Народження слов’янських держав: стан та перспективи досліджень”, у липні 2014 р. – Польовий семінар “Старожитності Галичини і Волині в контексті етноархеологічних досліджень”.
З 2006 р. в Інституті започатковано видання щорічника “Вісник Інституту археології” – фахового наукового видання. З цього часу вийшло десять його видань.

## Результати роботи експедицій
Археологічні матеріали, віднайдені під час роботи експедицій, час від часу експонуються на виставках, зокрема: “Міста Галицько-Волинської держави” (Львівський історичний музей, квітень 2009 р.), “Інституту археології ЛНУ ім. Франка – 10 років” (Народний музей історії Львівського університету, вересень 2010 р.), “Пліснеську – 200 років” (Львівський історичний музей, грудень 2010 р.), “Археологія у Львові: до 110-річчя кафедри археології Львівського університету” (Історико-краєзнавчий музей м. Винники, листопад 2015 р.).